# Facelift (альбом)
Facelift (с англ. — «Подтяжка лица») — дебютный студийный альбом американской рок-группы Alice in Chains, выпущенный в 1990 году.
Группа Alice in Chains была основана гитаристом Джерри Кантреллом и вокалистом Лейном Стейли в 1987 году в Сиэтле. В 1989 году группа подписала контракт с крупнейшей звукозаписывающей компанией Columbia Records и начала работу над дебютным альбомом. Продюсером пластинки стал Дэйв Джерден, известный по работе с Rolling Stones и Jane's Addiction.
В июле 1990 года вышел мини-альбом We Die Young, а 21 августа 1990 года — полноформатный студийный альбом, получивший название Facelift. В поддержку альбома были выпущены синглы и видеоклипы на песни «We Die Young» «Man in the Box», «Bleed the Freak» и «Sea of Sorrow», а группа отправилась в многомесячный концертный тур по США и Европе, выступая на одной сцене с Extreme, Игги Попом, Megadeth, Slayer и Anthrax. Музыкальные критики тепло приняли альбом, отметив влияние хеви-метала 1970-х и окрестив Alice in Chains «Black Sabbath девяностых».
В 1991 году клип «Man in the Box» попал в активную ротацию на телеканале MTV, что принесло Alice in Chains широкую популярность и привело к росту продаж альбома. Альбом Facelift достиг 42-го места в чарте Billboard 200, а сингл «Man in the Box» поднялся на 18-е место в хит-параде наиболее популярных рок-песен США. К 11 сентября 1991 года было продано более 500 000 копий Facelift и диск получил «золотой» статус, а 4 марта 1997 он стал «дважды платиновым» с двумя миллионами проданных копий.
Facelift стал первым коммерчески успешным альбомом сиэтлской рок-сцены 90-х. Вслед за ним на вершинах хит-парадов оказались альбомы Nirvana, Soundgarden и Pearl Jam, сделав гранж частью музыкального мейнстрима. По прошествии многих лет Facelift считается классикой хеви-метала и гранжа, одним из наиболее успешных дебютных альбомов в истории рок-музыки, а «Man in the Box» — одной из лучших рок-песен девяностых.

## Предыстория

### Создание группы

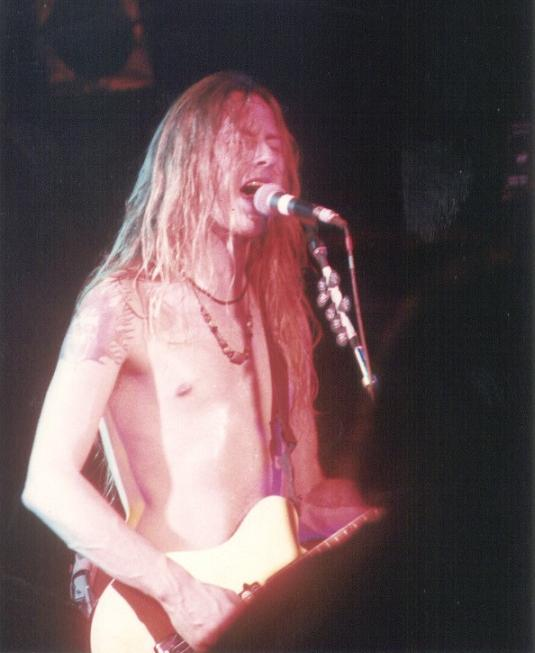
Гитарист Джерри Кантрелл

1987 год был сложным периодом в жизни американского гитариста Джерри Кантрелла. Его мать недавно умерла, и ему было негде жить. Весной 1987 года он присоединился к группе Gypsy Rose, но вскоре ушёл из-за конфликта с вокалистом. Однако он не отчаивался и решил создать собственный коллектив. Первым он пригласил знакомого вокалиста Лейна Стейли, чья глэм-группа Alice N’ Chains распалась незадолго до этого. Совместными усилиями удалось убедить присоединиться к ним барабанщика Шона Кинни и басиста Майка Старра. Музыканты обосновались в сиэтлском клубе Music Bank, где снимали репетиционные помещения и жили многие начинающие сиэтлские рокеры. Через пару дней начинающую группу случайно услышал местный продюсер, искавший в Music Bank талантливых артистов для предстоящего концерта. В репертуаре коллектива было всего несколько композиций, но и этого хватило, чтобы договориться о первом выступлении.
В начале 1988 года Кантрелл и Стейли продолжали выступать сразу в двух группах. Стейли продолжал репетировать со старыми знакомыми из Alice N’ Chains Джеймсом Бергстромом и Роном Холтом, назвав свою команду 40 Years of Hate. Коллектив Кантрелла сменил целый ряд названий: Mothra, затем провокационное Fuck и, наконец, Diamond Lie. Чтобы заставить Лейна бросить свою вторую группу, музыканты пошли на хитрость, объявив о поисках нового вокалиста и пригласив на прослушивание несколько заведомо непроходных кандидатов. При этом Джерри нарочито радовался результатам, заставив Лейна почувствовать, что его могут вскоре заменить. Нехитрый трюк удался, и вокалист согласился покинуть 40 Years of Hate, сосредоточившись на выступлениях в Diamond Lie.

### Первые демозаписи
Решив проблемы с составом, участники группы начали сочинять и репетировать собственные песни. Группа арендовала микроавтобус, чтобы перевезти инструменты и оборудование в небольшую студию в деревянном доме в Иссакуа, где записали своё первое демо, получившее название Treehouse Demo. В него вошли собственные песни «I Can’t Have You Blues», «Social Parasite» и «Whatcha Gonna Do», написанная Стейли ранее «Queen of the Rodeo», а также кавер-версию песни Дэвида Боуи «Suffragette City».
Первый концерт Diamond Lie прошёл в Кейн-холле Вашингтонского университета 15 января 1988 года. Во время 40-минутного выступления прозвучали собственные песни, а также каверы Hanoi Rocks и Дэвида Боуи. В газете City Heat был опубликован отчёт, написанный журналисткой Дженни Бендел. Она же через несколько месяцев помогла группе составить первый промо-пакет для рассылки в звукозаписывающие компании, состоявший из кассеты с песнями, фотографии и биографии начинающего коллектива.
Промо-кассета Diamond Lie попала в руки Рэнди Хаузера, занимавшегося организацией выступлений местных музыкантов. Хаузер даже не слушал запись, забросив её в ящик у себя дома. Через месяц на кассету случайно наткнулся A&R-менеджер Atlantic Records Ник Лофт и заинтересовался группой. На кассете не было подписи, поэтому Хаузер даже не сумел назвать исполнителя. Позже он вспомнил, что получил кассету от подруги Шона Кинни и сестры Майка Старра Мелинды, и встретился с музыкантами в Music Bank. Было решено, что Хаузер станет менеджером группы. Ник Лофт порекомендовал отказаться от названия Diamond Lie. Лейн Стейли вспомнил о названии своей предыдущей группы Alice N’ Chains, так появилось окончательное название — Alice in Chains.
В июле 1988 года группа собиралась перевыпустить свою демозапись в более хорошем качестве, но студийная сессия едва не сорвалась. За день до назначенной даты состоялся крупнейший в штате Вашингтон полицейский рейд, в результате которого в соседнем с Music Bank помещении обнаружили большое количество марихуаны. Клуб оцепили, и никто не мог забрать своё оборудование. Джерри Кантрелл, после нескольких часов переговоров с полицией, сумел вернуть аппаратуру. На следующий день музыканты приступили к работе в London Bridge Studio, принадлежавшей Рику Парашару и его брату Раджу. Запись заняла около недели и стоила Хаузеру семь тысяч долларов. Группа работала по ночам, чтобы сэкономить на студийном времени, иначе услуги обошлись бы значительно дороже.

### Контракт с Columbia Records

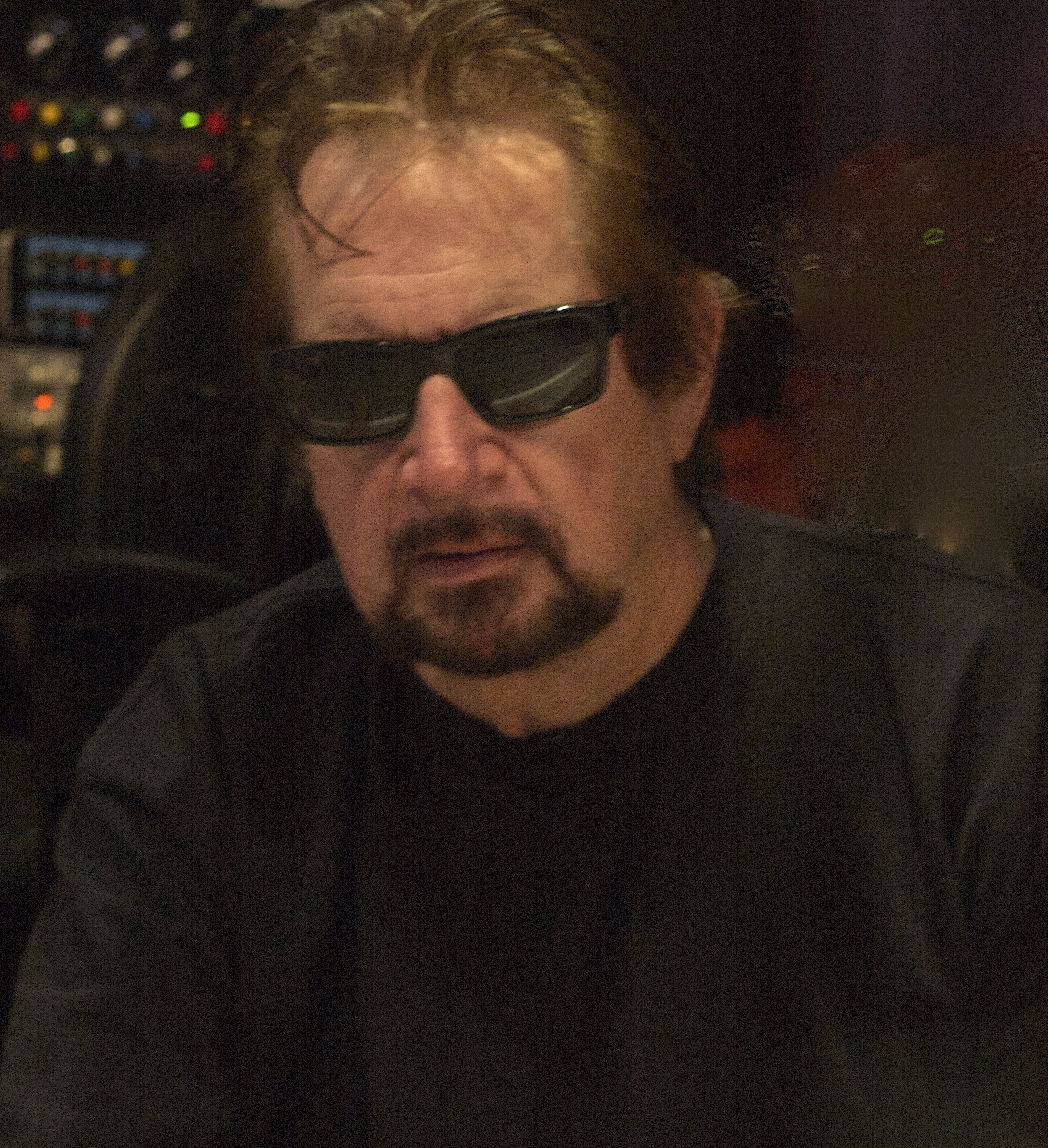
Продюсер Дэйв Джерден

После полицейского рейда клуб Music Bank закрыли, поэтому Alice in Chains пришлось переехать в частный дом, находившийся в районе аэропорта в округе Такома. Музыканты едва сводили концы с концами, но продолжали репетировать, готовить новый материал и выступать для местной публики. К лету 1989 года у Alice in Chains сформировалась устойчивая репутация, их песни постоянно звучали на местном радио и всё шло к подписанию контракта с одним из крупных лейблов. Кроме того, вместо угодившего в тюрьму за распространение наркотиков Хаузера делами группы стала заниматься Сьюзан Сильвер, работавшая также с Soundgarden. Запись попала в руки Дона Айнера, президента лейбла Columbia Records, стремившегося восстановить свои позиции на рынке хард-рок музыки. Переговоры длились около восьми месяцев и завершились подписанием договора 11 сентября 1989 года. Сделку выгодно отличало то, что Alice In Chains полностью сохраняли права на все существующие или будущие песни, хотя обычно половина прав уходила лейблу. Интересы группы в переговорах представляли адвокат Мишель Энтони и A&R-менеджер Ник Терцо.
Подписание контракта с CBS Records означало, что группе предстояло выпустить дебютный альбом. Продюсером стал Дэйв Джерден, наиболее известный по пластинке Nothing’s Shocking Jane’s Addiction. Имея за плечами опыт работы с Rolling Stones над пластинкой Dirty Work, Джерден сосредоточился на поиске и продвижении в мейнстрим молодых музыкантов, исполняющих альтернативный рок. Он в числе многих получил копию демозаписи Alice in Chains от Ника Терцо, рассылавшего кассету знакомым менеджерам. По словам Джердена, все отказывались работать с группой, потому что искали «вторых Guns N’ Roses», группу с высоким вокалом. Однако сам Джерден вырос на музыке семидесятых и предпочитал глубокие, блюзовые голоса, поэтому сразу оценил потенциал Alice in Chains. Джерден встретился с музыкантами в Лос-Анджелесе после их выступления в клубе, поговорил с Джерри Кантреллом, и они сразу нашли общий язык. Лидер группы согласился, чтобы Джерден продюсировал их запись.
Когда я встретился с группой, я сказал Джерри Кантреллу: «Metallica взяла Тони Айомми и ускорила его. Вы же замедлили его опять». Он посмотрел на меня и ответил: «Ты всё правильно понял».Дэйв Джерден в интервью MusicRadar

## Запись альбома

### Запись песен
Чтобы написать ещё несколько песен, группа вернулась в Сиэтл и дополнительно записала два демо. Дюжина композиций из этих черновиков легла в основу материала для дебютного альбома. Бюджет составлял около 150—250 тысяч долларов. По словам Кантрелла, музыканты хотели сохранить «угрюмую ауру, которая была следствием задумчивой атмосферы и духа Сиэтла», вследствие чего решили использовать хорошо известную местную студию London Bridge Studio Рика Парашара. Компанию продюсеру Дэйву Джердену составил звукоинженер Ронни Шампань. Работа началась в декабре 1989 года. Джерден и Шампань впечатлились тем, что, в отличие от большинства начинающих групп, Alice in Chains пришли в студию полностью готовыми к записи. К тому времени у Джерри Кантрелла были готовы демоверсии всех его песен, где он лично исполнил все гитарные партии, написал и запрограммировал партии барабанов, а также придумал вокальные гармонии. Оставалось только внести завершающие штрихи, поэтому Кантрелл не сомневался, что всё пройдёт без каких-либо трудностей.
Запись прошла очень гладко, потому что песни были тщательно продуманы заранее. Большинство партий из демокомпозиций остались без изменений, за исключением дополнительных аранжировок. Дэйв Джерден вспоминал, что он записывал несколько дублей каждой композиции, обычно от пяти до десяти, и отмечал понравившийся вариант в блокноте. Затем он слушал песни заново и составлял конечный результат из лучших дублей на основании своих заметок. Осложняло задачу то, Alice in Chains не использовали синхродорожку, поэтому темп песен мог меняться в процессе исполнения. В таких случаях Джерден брал наиболее подходящий дубль и подстраивал под него остальные.
Ударные
За полтора месяца до начала записи Шон Кинни сломал руку. Руководитель Columbia Дон Айнер настаивал на замене, но музыканты были непоколебимы. Чтобы не терять время, в студию временно пригласили барабанщика Mother Love Bone Грега Гилмора, но после нескольких репетиций отказались от затеи. Стиль Гилмора не подходил Alice in Chains, он играл недостаточно мощно и громко. По другой версии, Шона Кинни заменил сессионный барабанщик Мэтт Чемберлен. В конце концов Кинни не выдержал, снял гипс и сел за ударную установку самостоятельно, за три недели до предписанного врачами срока. Каждый удар вызывал у него боль и заставлял стонать, но зато группа вернула своё звучание.
Ронни Шампань вспоминал, что в отличие от большинства рок-барабанщиков, стремящихся составлять единую ритм-секцию с басистом, Шон Кинни поддерживал гитариста Джерри Кантрелла и позволял тому выполнять основную работу. Сам Кантрелл также отмечал взаимодействие с Кинни: «Мы следуем друг за другом и направляем друг друга. Игра одного из нас классно дополняет игру другого. Это трудно объяснить. Я играл со множеством хороших барабанщиков, но никто из них и рядом не стоял [с Кинни]».
На студии London Bridge Studio использовались микшерный пульт Neve 8048, содержавший микрофонный предусилитель и эквалайзер 1081, а также катушечный магнитофон Studer A800, поддерживавший 16- и 24-дорожечную запись. Джерден и Шампань предпочитали использовать 16 дорожек, выделяя бас-гитаре и ритм-гитаре по одной дорожке, а всё остальное отдавая ударным. Установку окружили целой группой микрофонов: для бас-бочки использовался вокальный микрофон M-88, в трёх метрах позади барабанщика на уровне пояса стоял Neumann M-49, над головой — Neumann U-87, сверху и снизу рабочего барабана — Shure SM-57, а для закреплённых и напольных том-томов — Sennheiser MD-421. Кроме того, было решено попробовать записать барабаны так, как они бы звучали во время живого выступления. Специально для этого арендовали трёхполосную акустическую систему, обычно используемую на концертах. Два микрофона U-87 и один M-49, установленные на уровне головы слушателей в отдельной комнате, записывали воспроизводимый звук, который впоследствии комбинировался с сигналом с микрофонов с ударной установки, чтобы усилить ощущение глубины помещения.
Бас
Бас-гитара записывалась с использованием директ-бокса, что позволяло получить очень чистый звук. Для снятия сигнала с усилителя использовались микрофоны 57 и RE-20, а общий подход походил на тот, что обычно используется для гитар. Ронни Шампань был обеспокоен использованием усилителей, обычно применяющихся во время живых концертов, поэтому перезаписывал треки, подавая чистый басовый сигнал на обычные гитарные усилители. Басовые партии на припевах дублировались с использованием шестиструнного баса.
В студии использовались бас-гитары и оборудование, купленные Майком Старром у И́вана Шили, бывшего басиста местной группы TKO, работавшего в сиэтлском музыкальном магазине. Однажды Шили позвонили и сообщили о проблемах с недавно купленными инструментами. Выяснилось, что Старр выкрутил все уровни на гитарах и усилителе на максимум, что привело к искажению звука. Шили поправил настройки по своему усмотрению, что полностью устроило Джердена, в прошлом — неплохого басиста, также записывавшего Билла Уаймена из Rolling Stones. Для надёжности регулятор звука на инструменте заклеили клейкой лентой, чтобы Майк не мог изменить громкость и тон. На усилителе пометки напротив ручек настройки были вырезаны ножом; их можно было увидеть на выступлениях Старра даже через двадцать лет.
Гитары
Партию ритм-гитары Джерри Кантрелл исполнял на инструментах Gibson Les Paul и Fender Telecaster. Звукорежиссёр смешивал сигнал, полученный с хамбакера «Лес Пола» и сингла «Телекастера», получив в результате звучание, невозможное с использованием любой из этих гитар, даже применяя эквалайзер. Одна и та же партия исполнялась последовательно на двух инструментах, иногда даже без изменений настроек усилителя, так как звучание самих инструментов кардинально отличалось. Процедура смешивания сигналов с «Телекастера» и «Лес Пола» повторялась отдельно для левого и правого канала. В итоге, процесс записи ритм-гитары был максимально предсказуемым: два дубля для левого и правого канала на одном инструменте, а затем то же самое на другом. Кантрелл настолько хорошо выучил партии, что исполнил их все самостоятельно, в большинстве случаев — с первого дубля. Единственным местом, где требовалась помощь, стало соло на одной из песен, во время которого Шампань кусачками отрезал по одной струне, создавая необычный звуковой эффект.
Джерри Кантрелл изначально собирался использовать свои усилители Randall Amplifiers, но Шампань отговорил гитариста. Инженер считал качество Randall низким и предложил попробовать комбоусилитель Marshall 50, модифицированный немецким инженером Рейнольдом Богнером. Богнер собирался открывать собственную компанию, поэтому попросил не разглашать информацию о том, что именно он создал этот усилитель. Так Кантрелл стал одним из первых гитаристов, игравших на «Маршаллах» Богнера, наряду со Стивом Ваем и Эдди Ван Халеном. Звук, полученный с помощью этого 50-ваттного усилителя и колонок Randall, определил звучание всего альбома. Музыканты прозвали его «убийственным укусом любви» (англ. Killer Fucking Love Sting).
Акустические партии были сыграны на 12-струнной гитаре, которую Нэнси Уилсон из Heart использовала на мини-диске Dog & Butterfly. Ведущую гитару записали позднее в Capitol Studios. Для сольных партий не использовался аналоговый ревербератор, потому что Дэйв Джерден предпочитал использовать цифровую реверберацию. Джерри Кантрелл считал, что чем проще соло, тем сильнее оно будет выделяться, поэтому сознательно избегал усложнения, хотя и был достаточно техничным исполнителем.
Вокал
Работа в студии London Bridge Studio завершилась в декабре 1989 года, после чего Alice in Chains, Джерден и Шампань переехали в Лос-Анджелес. Для завершения вокальных и гитарных партий была выбрана недавно перестроенная голливудская студия Capitol Records Studio A. За альбом отвечал сотрудник студии Брайан Карлстром, ранее ничего не слышавший о коллективе из Сиэтла и работавший параллельно над тремя разными проектами. Карлстром сдружился со Стейли, они часто вместе отдыхали и курили марихуану вне студии. Во время записи вокалист находился в комнате, которую Шампань окрестил «гробом ценой в миллион долларов»: в ней не было ничего, кроме табурета, на который Стейли мог поставить бутылку с водой, пепельницу и очки. Свет приглушали настолько, чтобы звукоинженеров в контрольной комнате не было заметно и ничего не отвлекало вокалиста. Лейн надевал свои солнцезащитные очки, стоял не двигаясь, и исполнял партии чаще всего с первого раза. Шампань был настолько впечатлён исполнением, что назвал Стейли лучшим рок-исполнителем, с которым приходилось работать, а его голос — настолько же качественным, как у Бинга Кросби или Фрэнка Синатры, только в стиле «панк».
После окончания записи Дэйв Джерден предложил Брайану Карлстрому работать на него. Брайан с радостью согласился, не обращая внимание на понижение зарплаты, ведь он получал возможность сотрудничать с любимым продюсером и группами, которые ему нравились. Через два года Карлстром сыграет ключевую роль при создании второго альбома Alice in Chains и одной из определяющих пластинок гранжа — Dirt.

### Редакция, сведение и постпроизводство
Для сведения Ронни Шампань и Дэйв Джерден переместились в небольшую студию Soundcastle в нейборхуде Лос-Анджелеса Силвер-Лейк, где Джерден ранее работал над альбомом Jane’s Addiction. Продюсера и инженера привлекла возможность использования микшерного пульта Solid State Logic, обеспечивающего математическую точность. Кроме того, выбор пал на изолированное помещение, чтобы избежать большого количества назойливых посетителей: им порядком надоели знакомые и подруги музыкантов, которые постоянно шумели и мешали при записи партий.
Джерден и Шампань поставили перед собой задачу выпустить альбом, который стал бы заметным событием в музыкальном мире. Сами треки звучали уже достаточно хорошо, поэтому звукорежиссёры стремились оставить композиции достаточно простыми, но при этом добавить им объёма и торжественности. Несколько недель ушло на то, чтобы скорректировать динамику звучания барабанов. После этого поверх ударных накладывались гитарные и вокальные партии. Процесс продолжался до тех пор, пока не был достигнут необходимый баланс.
Существенной частью сведения стало использование ревербераторов. Шампань и Джерден применяли аналоговые ревербераторы Lexicon 224 и 480: первый для получения лёгкого и воздушного звучания, а второй — для более мощного, взрывного эффекта, в основном для рабочего барабана. Помимо аналоговых устройств использовался цифровой дилей PC 2280. Ещё одной особенностью стало добавление эффекта фланжирования, «летящего» звучания, достигаемого с помощью смешения двух идентичных сигналов с небольшой задержкой относительно друг друга. Джерден решил отказаться от использования общепринятых аналоговых или цифровых устройств, эмулирующих данный эффект. Вместо этого он использовал более сложную технику, максимально воспроизводящую условия, при которых эффект был открыт в 60-х годах. На двух магнитофонах проигрывалась одна и та же партия, результат записывался на третий магнитофон, при этом Джерден пальцем слегка притормаживал одну из бобин, добиваясь лёгкой рассинхронизации и требуемого эффекта.
Сведение прошло очень гладко и завершилось в течение месяца. Продюсер был удивлён, зная, что обычно с рок-группами что-то идёт не по плану. В случае с Alice in Chains, на результат повлияли высокая готовность материала, а также отсутствие необходимости в сложных аранжировках. Все песни были достаточно прямолинейны, и поэтому, несмотря на внушительный бюджет, удалось обойтись без ненужных экспериментов. Джерри Кантрелл вспоминал, что группа считала Facelift «чертовски брутальной записью». В свою очередь, Шампань ощущал, что альбом должен был опередить своё время и стать для окружающих чем-то новым и неизведанным. Все соглашались, что он был обречён на успех.

### Свободное время
В промежутках между сессиями на London Bridge Studio участники группы развлекались в сиэтлских ночных клубах, не всегда безобидно. Однажды Лейн Стейли поджёг полотенце в туалете и бросил его в мусорное ведро, после чего убежал. В другой раз, когда в клубе Vogue не было свободных туалетов, музыканты помочились на колесо одной из машин на парковке, чем привели водителя в бешенство. Не лучшая обстановка воцарилась и в доме, где жили участники Alice in Chains. К Майку Старру одна за одной приходили девушки, чтобы заняться сексом; Демри Пэррот, подруга вокалиста, крайне неодобрительно относилась к этому, считая, что любвеобильный Старр плохо влияет на Лейна.
В Лос-Анджелесе музыканты остановились в жилом комплексе Oakwood Apartments. На досуге они развлекались в стрип-клубе Tropicana, который порекомендовал Дэйв Джерден. Однажды продюсер заглянул к ним домой и обнаружил на стене календарь стрип-клуба, где крестиками были помечены фотографии танцовщиц, с которыми они уже переспали. В свою очередь, на концерт Alice in Chains в голливудском клубе English Acid пришло много знакомых девушек из Tropicana.
В середине марта 1990 года музыканты приостановили работу и вернулись в Сиэтл. Вскоре случилась трагедия: 19 марта от передозировки наркотиков умер Эндрю Вуд, вокалист местной группы Mother Love Bone, чей дебютный альбом должен был выйти через несколько дней. Смерть Вуда оказала большое влияние на рост гранжевой сцены. Крис Корнелл написал целый ряд песен, которые легли в основу трибьют-проекта и одноимённой пластинки Temple of the Dog. Группа Candlebox написала о Вуде песню «Far Behind». Alice in Chains тоже решили посвятить Facelift памяти Эндрю Вуда и Глории Джин Кантрелл, матери Джерри.

## Музыка и тематика текстов
Джерри Кантрелл отмечал, что в начале карьеры группа находилась под большим влиянием других сиэтлских команд, в особенности Soundgarden, но при этом старалась не копировать других, а искать свой собственный стиль. Ему вторил критик из местной газеты The Rocket Грант Олден, вспоминая, что Alice in Chains хотели стать Soundgarden Jr. (с англ. — «младшими Саундгарден»), поэтому он про себя называл их Kindergarden (с англ. — «детский сад»). По словам гитариста Кима Тайила, в своё время Кантрелл интересовался, как играть такие песни Soundgarden, как «Nothing to Say» и «Beyond the Wheel», и именно Тайил открыл для него гитарный строй Drop D. В дальнейшем многие песни Alice in Chains были написаны в этом пониженном строе. Кроме того, на музыкантов повлиял альбом Ritual de lo Habitual Jane’s Addiction, сведением которого Джерден занимался параллельно с Facelift. Черновая версия Ritual de lo Habitual оказалась в студии и так впечатлила музыкантов, что те постоянно говорили о пластинке во время записи.
Продюсер Дэйв Хиллис отмечал, что звучание Alice in Chains изменялось естественным образом: они не просто присоединились к популярному движению, но на самом деле звучали очень круто. Их демо, записанное на студии London Bridge Studio, звучало уже не как хэйр-метал, но ещё и не как Alice in Chains, которых все узнали позже. Но наибольшие изменения, по его мнению, произошли после назначения продюсером Дэйва Джердена. Ему принадлежат несколько идей, ставших ключевыми компонентами звучания Alice in Chains. Прежде всего, он существенно замедлил песни по сравнению с демозаписью, что сделало их более тяжёлыми. Джерден вспоминал: «Если бы я ускорил их [песни с альбома], как, например, „Man in the Box“, они бы просто не звучали как нужно. Я не помню точно, что именно я сделал и насколько замедлились песни, но для меня изменение темпа даже на один бит в минуту могло иметь большое значение».
Тексты песен написали Лейн Стейли и Джерри Кантрелл. Стейли вспоминал: «Мы писали о разных вещах, чувствах… но это не значит что мы были в мрачном настроении и депрессии… не больше, чем все остальные люди. Мы писали о самих себе, потому что мы знали о себе всё». Текст «We Die Young» появился, когда во время поездки на автобусе Кантрелл видел десятилетних детей, продававших наркотики; он выразил это одной фразой: «Мы умрём молодыми». Впрочем, главным шедевром он считал другую песню — «Love, Hate, Love». Среди названий треков выделяется позитивное «Sunshine» (с англ. — «солнечный свет»), однако текст композиции довольно мрачен; она была написана после смерти матери Кантрелла. Одной из причин депрессивности текстов Лейн Стейли называл Сиэтл: «Тут всё постоянно серое и часто льёт дождь, так что ты не можешь просто торчать на пляже и потягивать пиво. Надо себя чем-то занимать, например, писать песни и репетировать. Правда, я уверен, что в Лос-Анджелесе или Нью-Йорке у меня было бы такое же подавленное настроение… Для нашей музыки это даже здорово»
Главной песней альбома стала «Man in the Box». Во время работы над ней Джерден услышал по радио песню Bon Jovi «Livin’ on a Prayer», в которой использовался гитарный эффект Voice Box. Так родилась идея добавить ток-бокс, впоследствии ставший «фишкой» этой композиции. Что касается слов, в интервью журналу Rolling Stone Лейн Стейли объяснил их следующим образом: «Я начал писать о цензуре. Однажды мы обедали с представителями Columbia Records, которые были вегетарианцами. Они рассказали, что мясо производят из телят, выращенных в маленьких загонах, похожих на коробки, и эта картинка засела у меня в голове. Я вернулся домой и написал песню о государственной цензуре и о том, как поедание мяса выглядит со стороны обречённого телёнка». Позднее Лейн Стейли и Шон Кинни критиковали другие группы за то, что они поют о том, в чём не разбираются, и утверждали, что Alice in Chains никогда так не делали. Когда же интервьюер спросил о смысле песни «Man in the Box», Лейн оправдывался, что во время её создания был «под кайфом», поэтому не может ручаться, что вкладывал политический смысл.
Ник Терцо считал Лейна Стейли мощным вокалистом, а их комбинацию с более мягким голосом Джерри Кантрелла крайне необычной. Их вокальные партии контрастировали друг с другом, в отличие от большинства групп того времени, где вокалисты повторяли одну и ту же мелодию. Ронни Шампань также выделял уникальный стиль исполнения вокальных партий лидерами Alice in Chains. Он сравнивал их гармонии с клаксоном грузовика, состоящем из двух труб, звучание которых даёт уменьшенную квинту, тревожный интервал, привлекающий внимание прохожих. Эта характерная для кантри-музыки гармония часто использовалась на Facelift: когда Стейли исполнял основную партию, Кантрелл пел на уменьшенную квинту ниже или выше.

## Выпуск и продвижение

### Обложка и название
Для создания обложки группа обратилась к художнику, фотографу и режиссёру Рокки Шенку. Шенк составил своё собственное мнение об их творчестве: «Честно говоря, это было мрачнее всего того, что я слышал ранее, и во время первого прослушивания я даже не знал, как на это реагировать». 6 апреля 1990 года они встретились и обсудили свои идеи: например, чтобы на фотографиях музыканты будто бы появлялись из человеческого глаза. Звукозаписывающая компания выделила на фотосессию небольшую сумму, которой едва хватало на один день съёмки. Несмотря на это, Шенк настолько впечатлился группой, что сумел растянуть бюджет на три дня.
Первая съёмка состоялась 2 мая в бассейне жилого комплекса Oakwood Apartments в Бербанке. Было решено воплотить в жизнь идею с появлением из человеческого глаза, для чего бассейн накрыли тонкой полиэтиленовой плёнкой. Участники группы по очереди ныряли, заплывали под плёнку, выныривали и делали глубокий вдох. Шенк вспоминал: «Плёнка искажала лица музыкантов, так что у меня вышло несколько отличных, хотя и довольно мерзких снимков». Один из постановочных кадров, на котором замотанный в плёнку Лейн Стейли лежал на руках у членов группы, использовался для обложки сингла «We Die Young». Следующий день прошёл в голливудской студии Шенка. Ранее он применял экспериментальный подход, совмещая различные экспозиции при создании чёрно-белых портретных фотографий и получая зловещие, искажённые лица. Группа обратила внимание на эти снимки в портфолио и попросила воспроизвести эффект. Шенк согласился, но решил попробовать использовать эту технику для цветных фотографий. Изначально предполагалось, что на обложку попадут портреты всех четырёх музыкантов, наложенные друг на друга, создавая одно необычное выражение лица. В итоге от концепта отказались в пользу фотографии Майка Старра, которая и попала на обложку. Более того, именно увидев данную фотографию, для альбома выбрали название «Facelift» (с англ. — «подтяжка лица»). 4 мая Шенк и Alice in Chains провели фотосессию на серном заводе в Уилмингтоне. Съёмка была сопряжена с серьёзными сложностями, так как сильный ветер задувал серу в глаза и музыканты постоянно промывали их в специальных ванночках с водой. Шенк вспоминал, что в одном из кадров участники позировали недалеко возле насыпи серы; поток ветра вызвал у них слёзы, но зато удалось сделать несколько «странных фотографий, как будто группа смотрит на кактус и плачет».
Фотографии были готовы через несколько недель. Шенк отмечал: «Эта съёмка прошла в марафонском темпе, но позволила запечатлеть группу воистину чудесным образом. Они были в отличной форме и это было счастливейшее время в моей жизни. Я ещё не знал, буду ли работать с ними в дальнейшем, но был одержим ими». Впоследствии Ронни Шенк создал для Alice in Chains ряд обложек к альбомам и несколько видеоклипов.

### Выход альбома
В июле 1990 года в преддверии выпуска лонгплея вышла мини-пластинка We Die Young. Для неё отобрали три песни: заглавную «We Die Young», а также «It Ain’t Like That» и «Killing Yourself». Миньон не стал открытием для рок-сцены: Alice in Chains звучали похоже на другие популярные метал-группы того времени (Skid Row, Warrant, Living Colour, Winger). Этот выбор был очевидным для коллектива, лишь недавно завладевшего вниманием крупных лейблов. Columbia сделала раскрутку альбома одним из своих главных приоритетов, стремясь доказать, что лейбл занимается не только поп-исполнителями вроде Мэрайи Кэри, New Kids on the Block или C+C Music Factory. За месяц до выхода Facelift в отдельные торговые точки бесплатно отправили копии EP We Die Young, чтобы увеличить чистую прибыль продавцов и поднять показатели продаж.
Полноформатный альбом Facelift вышел 21 августа 1990 года. На нём содержалось двенадцать композиций, восемь из которых были известны слушателям по более ранним релизам. В лонгплей не попала песня «Killing Yourself», вышедшая на EP месяцем ранее. Первым синглом, выпущенным в поддержку Facelift, стал «We Die Young». Радиостанции тепло приняли композицию, но продажам это не способствовало. Увидев, что дела идут не лучшим образом, президент Columbia Дон Айнер принял решение выпустить 40 тысяч экземпляров концертного видео Live Facelift и прикреплять их бесплатно к альбому Facelift. Эти комплекты раскупили в течение нескольких недель. Долгожданный коммерческий успех пришёл после выхода второго сингла «Man in the Box» и ротации клипа на эту песню на MTV. Третий сингл «Bleed the Freak» не сумел повторить успех «Man in the Box» и попасть в чарты, но понравился фанатам группы и часто открывал живые выступления Alice in Chains. Наконец, «Sea of Sorrow» достиг 27-го места в чарте Hot Mainstream Rock Tracks и стал свидетельством того, что само понятие «основного течения» в рок-музыке начало претерпевать изменения.

### Видеоклипы
Съёмки первого клипа начались за несколько недель до выхода Facelift. 9 августа 1990 года музыканты и режиссёр Ронни Шенк впервые встретились, чтобы обсудить идеи видеоклипа «We Die Young». Шенк предложил использовать одно из недавно сгоревших зданий в качестве съёмочной площадки. Развалины дома в Глендейле были раскрашены в красный цвет, а бассейн наполнили мусором, оставшимся после пожара. Съёмки прошли 28 августа. Шенк вспоминал, что бывшие жители дома в ужасе наблюдали со стороны за тем, как их личная мебель и детские игрушки используются в качестве реквизита. 10 сентября съёмки продолжились в студии в Голливуде. Alice in Chains выступали на фоне кадров, отснятых в сгоревшем доме и бассейне с мусором. Финальная версия «We Die Young» была готова 17 сентября. Группа и лейбл остались довольны результатом, потому что видеоряд хорошо соответствовал музыке и содержал ряд новаторских приёмов для музыкальных клипов того времени.
К концу 1990 года видеоклип «We Die Young» транслировался на MTV в телевизионных программах Headbangers Ball и 120 Minutes, посвящённых тяжёлой и альтернативной музыке, но без особого успеха. Звукозаписывающая компания приняла решение выпустить «Man in the Box» в качестве второго сингла и предложила Полу Рахману снять видеоклип. Рахман пообщался по телефону с Лейном Стейли, автором песни, и они договорились снять видео, отличающееся от привычного живого выступления. Позже Стейли прислал режиссёру факс с написанными от руки идеями сюжета клипа: «Сарай во время дождя. Домашний скот. Ребёнок с зашитыми глазами». В декабре 1990 группа отправилась в Лос-Анджелес для записи видео. Съёмка заняла один день и прошла на ферме в парке Малибу-Крик. Вместо ребёнка с зашитыми глазами Рахман добавил в сюжет слепого незнакомца, похожего на Иисуса Христа. В финальной версии клипа Alice in Chains выступает в сарае, вокруг которого бродит человек в плаще с капюшоном, закрывающем лицо. В углу конюшни незнакомец обнаруживает сидящего героя Лейна Стейли. В концовке клипа становится видно, что веки незнакомца зашиты швами. Производство клипа было завершено в январе 1991 года.
В июне 1991 года, на волне популярности «Man in the Box», Columbia Records решили выпустить ещё один сингл. Пол Рахман получил указание снять видеоклип на композицию «Sea of Sorrow», сделав его «чуть более концептуальным». Лейбл настаивал на том, чтобы клип сняли не дожидаясь окончания тура Clash of the Titans, в то время как Рахман хотел провести съёмки позднее в студии в Лос-Анджелесе или Нью-Йорке. Под давлением Columbia режиссёр согласился начать немедленно. Запись клипа в непривычной обстановке была сопряжена со множеством проблем. Часть светового оборудования повредили при переезде. Местная команда устанавливала декорации слишком медленно, и вместо раннего утра съёмки начались в пять часов вечера. Кроме того, сами музыканты считали себя большими звёздами, вели себя капризно и конфликтовали со Сьюзан Сильвер, пытаясь продавить свои собственные идеи. Несмотря на прессинг со стороны лейбла и группы, конечный результат удовлетворил Рахмана. По его словам: «Клип вышел мрачным, угрюмым и жутковатым. Было в нём что-то психоделическое. Но если вы послушаете песню, то в ней тоже есть что-то от психоделики». Режиссёр не мог прийти к согласию с руководством Columbia Records, и видео исправляли несколько раз. На очередном звонке с вице-президентом Columbia Рахман в сердцах бросил трубку, после чего много лет не работал с лейблом. В ротацию на MTV попала версия «Sea of Sorrow» Рахмана. Тем не менее существует и ещё один вариант клипа, который закончил режиссёр Мартин Аткинс, дополнив видео снятым позже чёрно-белым материалом.

### Концертный тур
Alice in Chains начали концертный тур сразу после выхода альбома. Для начала группа выступила в Сиэтле на ежегодном фестивале Bumbershoot, а также дала концерты в местном клубе Vogue и ресторане Central Tavern. Сьюзен Сильвер наняла команду, работавшую с Soundgarden во время недавнего тура в поддержку Louder Than Love, состоявшую из гитарного, барабанного и бас-гитарного техников, звукорежиссёра, продавца сувенирной продукции и концертного менеджера. Джимми Шоаф настраивал ударную установку Шона Кинни, а также отвечал за световое оборудование. Услышав впервые студийную запись Facelift, он был уверен, что эти песни невозможно качественно исполнить вживую, однако изменил свою точку зрения, увидев выступление группы. За настройку гитар и бас-гитары отвечал Рэнди Биро, по совместительству выступавший в роли помощника режиссёра. Биро также относился к группе довольно скептически и считал их «жалкой попыткой скопировать Aerosmith и Guns N' Roses». Он согласился работать с Alice in Chains только потому, что Сьюзан Сильвер попросила его об услуге, но за первую неделю даже не удосужился узнать имена музыкантов.
На протяжении месяца Alice in Chains выступали на разогреве у Extreme, недавно выпустивших свой второй альбом Extreme II: Pornograffitti. Коллективы играли в клубах, собирая от пятисот до полутора тысяч зрителей за вечер. Несмотря на совместные гастроли, участникам групп не удалось найти общий язык. Alice in Chains не нравились ни участники Extreme, ни их творчество, включая хитовую балладу «More Than Words». В свою очередь, Extreme вели себя, как звёзды, и пренебрежительно относились к музыкантам на разогреве. Например, в Атланте сцена была очень маленькой, но хедлайнеры отказались переставлять свою огромную барабанную установку. Во время выступления Лейну Стейли пришлось ютиться в углу сцены, а Шон Кинни буквально прибил рабочий барабан к полу, чтобы тот не упал. В отместку на последнем концерте Майк Старр так напился, что его вырвало прямо на чужую барабанную установку; после этого он запрыгнул на басовый усилитель и свалил его, когда до выхода Extreme на сцену оставалось около пятнадцати минут. Музыканты позволяли себе подобные выходки, зная, что их точно не уберут из тура за день до окончания. Несмотря на испорченные отношения между группами, Джерри Кантрелл был доволен выступлениями. Будучи перфекционистом по натуре, после каждого концерта он разбирал собственные ошибки и репетировал, чтобы в следующий раз выступить ещё лучше. Кроме того, в промежутках между шоу музыканты успевали работать над новым материалом; именно тогда появились наброски к будущей песне «Rooster».
Следующей частью тура стали концерты на разогреве у Игги Попа с ноября по декабрь 1990 года. Выступления проходили в небольших театрах вместительностью от одной до трёх тысяч зрителей. В отличие от Extreme, команда Игги Попа относилась к молодым исполнителям дружелюбно, позволяя использовать световое оборудование и звуковую аппаратуру. День Благодарения обе группы решили провести в отеле в Луисвилле, где по стечению обстоятельств также остановились находившиеся в туре Pantera, Prong и Mind over Four. Три десятка рок-музыкантов начали пить сразу после полудня и закончили поздно ночью, полностью разгромив отель. К Хеллоуину тур достиг Нью-Йорка, где Alice in Chains выступили в качестве хедлайнеров в клубе Cat Club. Концерт был примечателен тем, что среди зрителей находился клипмейкер Пол Рахман, который заинтересовался творчеством группы. Через несколько месяцев Рахман снимет клип «Man in the Box», кардинально изменивший судьбу Alice in Chains. Тур с Игги Попом завершился 10 декабря 1990 года концертом на севере Мексики в Тихуане.
1990 год стал чрезвычайно успешным для Alice in Chains, выпустивших свой первый альбом, снявших первые видеоклипы и отправившихся в свой первый концертный тур. Журнал Spin назвал их одной из групп, за которыми стоит следить в 1991 году. В The Seattle Times написали, что лейбл Columbia Records ценит рок-группу настолько же сильно, как в своё время Faith No More и Living Colour. 22 декабря состоялся концерт в Театре Мура в Сиэтле. На разогреве выступала другая сиэтлская команда Mookie Blaylock, впоследствии сменившая название на Pearl Jam. Концерт был снят на шесть камер режиссёром Джошем Тафтом, другом детства одного из основателей Pearl Jam Стоуна Госсарда. Эта запись вместе с видеоклипами Alice in Chains позднее выйдет на VHS под названием Live Facelift и получит «золотой статус».
В феврале 1991 года группа отправились в тур по Западному побережью вместе с друзьями из Mookie Blaylock. В одном из концертов приняла участие группа Оззи Озборна. Март ознаменовался первым европейским туром по Германии и Великобритании на разогреве у The Almighty и Megadeth. В апреле Alice in Chains снялись в фильме Кэмерона Кроу «Одиночки», выступив на одном из складов в Сиэтле в декорациях, изображающих ночной клуб. Специально для фильма было записано десять новых песен, включая посвящённую Эндрю Вуду «Would?», впоследствии появившуюся на саундтреке к фильму «Одиночки» и втором студийном альбоме Dirt. С мая по июнь Alice in Chains открывали концерты тура Clash of the Titans с участием трэш-метал-групп Megadeth, Slayer и Anthrax, экстренно заменив Death Angel, получивших серьёзные травмы в автокатастрофе во время гастролей.

## Признание

### Ротация на MTV
В 1990-е годы на музыкальном канале MTV существовала отдельная категория видеоклипов, на которые телеканал рекомендовал обратить особое внимание. Она получила название Buzz Bin и обеспечивала исполнителю усиленную ротацию в эфире, а также включение в специальные рекламные ролики. Фактически, в отсутствие YouTube и популярных реалити-шоу, присвоение такой отметки давало огромный толчок карьере музыканта.
В конце весны 1991 года на MTV шло обсуждение того, кто из исполнителей следующим получит отметку Buzz Bin. Претендентами были Alice in Chains с клипом «Man in the Box» и Blue Murder с «Valley of the Kings» и «Jelly Roll». По другой версии, альтернативой сиэтлским рокерам была группа Thunder. По словам вице-президента MTV Рика Грима, дискуссия свелась к выбору между глэмовыми длинноволосыми хэйр-металлистами и мрачной, «покрашенной в сепию», странноватой группой. В результате было решено попробовать что-то новое и необычное и выбор пал на Alice in Chains, способных стать завтрашними звёздами.
Результаты не заставили себя долго ждать. «Man in the Box» появились в категории Buzz Bin в начале мая, и уже через неделю Facelift переместился со 166-го места в чарте Billboard на 108-е. Ещё через полтора месяца альбом достиг наивысшей позиции, заняв 42-е место в рейтинге. Продажи Facelift мгновенно начали расти. На протяжении предыдущих восьми месяцев с момента релиза несмотря на активные гастроли было продано всего около 40 000 копий пластинки. Но уже 11 сентября 1991 года Facelift получил «золотой» статус RIAA, что означало отметку в 500 000 проданных копий. 10 августа 1993 года альбом стал «платиновым» (1 млн проданных копий), а 4 марта 1997 года — «дважды платиновым» (2 млн копий).
Популярность Alice in Chains в Сиэтле стала неописуемой. Фанаты звонили на местное рок-радио KISW и требовали поставить песни группы. Alice in Chains получали больше эфирного времени, чем Nirvana, Pearl Jam и Soundgarden вместе взятые. При этом радиостанциям пришлось столкнуться с рядом проблем в связи с песней «Man in the Box»: её текст содержал строку «Jesus Christ, deny your maker» (с англ. — «Иисус Христос, отвергни своего создателя»), из-за чего некоторые отказывались транслировать песню или ставили её только в ночном эфире.
Лейн Стейли признавался: «Если бы я знал, что быть в группе — это так сложно, я бы лучше продолжал продавать травку».
Пришедшая известность принимала различные формы. Однажды музыканты пришли в бар и впервые услышали кавер-версию «Man in the Box». Их стали узнавать на улице и просить оставить автограф. Джерри Кантреллу пришлось учиться нотной записи после того, как он увидел распространяемые партитуры собственных песен, где содержались ошибки. У группы появилось огромное количество последователей и подражателей. Продюсер дебютного альбома Nirvana Bleach Джек Эндино вспоминал: «В 1992—1993 годы это был счастливый билет для любого: „О, мы должны звучать как Nirvana, или как Melvins, или как Soundgarden“. Или, в тысячу раз чаще: „Мы хотим звучать как Alice in Chains“. Для любого „металлиста“ проще всего было подражать Alice in Chains, ведь они смогли попасть в гранж из метала, в то время как остальные пришли туда из панк-рока». Однако для Лейна Стейли известность стала обузой, ведь за каждым шагом следили пресса и поклонники. Он не мог себе позволить поужинать с семьёй, не столкнувшись с охотниками за автографами. Популярность сказалась и на Демри Пэррот, которую начали узнавать и называть «подругой Лейна» или даже «Алисой в цепях», что несказанно её раздражало.

### Награды и номинации
В начале 1991 года Alice in Chains стали номинантами премии NAMA Northwest Music Awards, вручавшейся музыкантам Северо-Запада США. 3 марта в сиэтлском Театре Мура состоялась четвёртая ежегодная церемония вручения наград. Мероприятие сильно затянулось и длилось более пяти часов, так что к моменту выступления Alice in Chains 90 % зрителей покинуло зал. Группа была номинирована в девяти категориях, но получила лишь одну награду: «Rock Recording» за альбом Facelift.
Видеоклип «Man in the Box» был номинирован на премию MTV Video Music Awards 1991 в категории «Лучшее метал или хард-рок видео». Церемония награждения проходила 5 сентября 1991 года в голливудском амфитеатре Universal. Режиссёр Пол Рахман вспоминал, что когда у Metallica на красной дорожке спросили, кто станет победителем, они назвали Alice in Chains. Тем не менее победа досталась Aerosmith с видео «The Other Side».
3—5 октября в Лос-Анджелесе прошёл ежегодный Concrete Foundations Forum, посвященный хеви-металу. Мероприятие прошло в отеле «Марриот» и собрало более трёх тысяч представителей индустрии. Alice in Chains получили награду за лучший дебютный альбом (Facelift).
Концертное исполнение «Man in the Box» принесло Alice in Chains номинацию на «Грэмми» в категории «Лучшее вокальное исполнение в стиле хард-рок». 34-я церемония вручения состоялась 26 февраля 1992 года в зале «Шрайн-Аудиториум» в Лос-Анджелесе. Победителями стали Van Halen с альбомом For Unlawful Carnal Knowledge.

## Отзывы и критика

### Первая реакция
| Оценки критиков | Оценки критиков |
| Источник        | Оценка          |
| --------------- | --------------- |
| Metal Hammer    | [ r 3 ]         |
| New York Times  | положительная   |
| Rock Hard       | [ r 5 ]         |
| Rolling Stone   | положительная   |
| Spin            | положительная   |

Сразу после выхода Facelift получил отличные отзывы критиков. В сентябрьском номере Rolling Stone отметили, что альбом оставляет «яркое и волнующее впечатление». 7 октября 1990 года в газете New York Times вышла заметка Джона Парелеса о концерте в нью-йоркском клубе Cat Club. Парелес провёл параллели с творчеством Black Sabbath, Cream, Savoy Brown и Jethro Tull периода Aqualung, а также спид-метал-группами, и отметил, что Alice in Chains «погружены в медленные риффы хеви-метала начала 1970-х, но преобразуют известные стили и придают им новую форму». 18 ноября в New York Times вышла большая обзорная статья, посвящённая сиэтлскому року. Внимание Дэвида Брауни привлекли недавно вышедшие альбомы The Screaming Trees, The Posies, Mother Love Bone и Alice in Chains, названные «первой настоящей волной сиэтлского вторжения, поддержанной крупными лейблами». Обозреватель отметил коммерческий характер хард-рока в исполнении Alice in Chains, выделил первоклассные рок-боевики «We Die Young» и «Sea of Sorrow», но упрекнул группу в большом количестве среднетемповых песен.
В декабрьском номере журнала Spin Facelift был отмечен дважды. Сначала альбом попал в раздел «Выбор 1990 года», обратив на себя внимание высоким качеством написания песен и их исполнения. В заключение, Facelift удостоился комментария: «Не совсем типичный продукт для сиэтлской сцены… Ждём от ребят больших свершений». В этом же номере была опубликована рецензия Дайны Дарзин на альбом. Дарзин назвала Alice in Chains «металлической версией Joy Division» из-за их депрессивного настроения и отметила, что группа всё ещё находилась в поисках собственного звучания, смешивая грандиозность Led Zeppelin, «грязное» звучание (использовался термин «grunge») Black Sabbath, агрессию Slayer, психоделичность The Cult и ощущение отчаяния The Cure. В следующем номере Spin вышла отдельная статья Дарзин с ещё большим акцентом на угнетённость и обречённость текстов песен: «Поговорите с этими, казалось бы, жизнерадостными ребятами, и рано или поздно разговор перейдёт к темам смерти и депрессии. Искренность по отношению к этой мрачной части действительности — вот что делает их пластинку Facelift незабываемой».
Дебют Alice in Chains обратил на себя внимание и в Европе. Андреа Нирадзик из немецкого журнала Metal Hammer выделил талант группы к написанию песен, сравнил вокал Лейна Стейли с Валором Кандом из Christian Death и оценил Facelift на шесть баллов из семи. Гётц Кюнемунд из Rock Hard поставил альбому восемь баллов из десяти. Главный редактор посетовал, что за последнее время музыкальная сцена породила множество «детей из пробирки», а сиэтлская группа продемонстрировала другой путь к успеху. «Настоящий рок-н-ролл всё ещё приходит с улицы, из грязи, и „Алиса в цепях“ воняет, как свиньи!» — резюмировал Кюнемунд.

### Последующие оценки
| Оценки критиков               | Оценки критиков |
| Источник                      | Оценка          |
| ----------------------------- | --------------- |
| Allmusic                      | [ r 1 ]         |
| Encyclopedia of Popular Music | [ r 8 ]         |
| Ground Control                | положительная   |
| Invisible Oranges             | положительная   |
| Kerrang!                      | положительная   |
| Louder Sound                  | [ r 11 ]        |
| Q                             | [ r 12 ]        |
| Rock Hard                     | положительная   |
| Rolling Stone Album Guide     | [ r 14 ]        |
| Spin Alternative Record Guide | [ r 15 ]        |

Более поздние критические отзывы неизбежно включали сравнение Facelift с последующими альбомами, а также оценку в контексте стилистики гранжа, ставшего частью мейнстрима в первой половине 1990-х. Стив Хьюи из AllMusic назвал Alice in Chains одной из самых металлических гранж-групп, привлекавших внимание за пределами андеграундной сцены Сиэтла. В то же время, он отметил, что на Facelift преобладали медленные песни, не требующие виртуозного исполнения, и это зловещее, задумчивое звучание не соответствовало общепринятым представлениям о хард-роке, как ярком и эффектном музыкальном стиле. По мнению Хьюи, «несмотря на ряд громоздких и напыщенных фрагментов (особенно во второй половине) и местами инфантильные тексты песен, Facelift в целом производит свежий, захватывающий и мощный эффект».
Томас Купфер (Rock Hard) назвал Alice in Chains «менее пафосными, чем Pearl Jam, менее грубыми, чем Nirvana и менее предприимчивыми, чем Soundgarden», но обратил внимание на особую магию Facelift, свойственную классным альбомам. Критик выделил мрачное звучание группы, не позволяющее отнести их к одному определённому стилю, а также сильное влияние психоделики. По мнению Купфера, несмотря на полученное прозвище «Black Sabbath девяностых», Alice in Chains развивались намного быстрее бирмингемского коллектива, а Facelift изобиловал хитами, такими как «Man in the Box», «Sea of Sorrow», «Bleed the Freak» и «We Die Young».
Описывая дискографию Alice in Chains, Билл Адамс из Ground Control подчеркнул значение «Man in the Box» для дебютного альбома. Хотя восемь из двенадцати песен были знакомы слушателям до выхода лонгплея, по его мнению именно «Man in the Box» придала пластинке цельность, заставила по-новому вслушаться в остальные композиции и лучше понять их смысл. Адамс обратил внимание на динамику взаимодействия вокальных партий Стейли и Кантрелла и их «заразительные» гармонии и резюмировал:
Facelift пронизывает тёмная и сардоническая атмосфера. Темы любви и ненависти, надежды и безнадёжности, тьмы и света регулярно меняются местами… и заставляют слушателей фокусироваться на чём-то новом так часто, что те ощущают мощную перезагрузку всего, что чувствовали раньше… Facelift ведёт слушателей в невероятно тёмные места, но продолжает убеждать, что несмотря на ощущение мрака и бедствия, это ещё не всё. Это ощущение не покидает даже после того, как «Real Thing» подводит черту под альбомом.
Даже через несколько десятков лет с момента релиза Facelift продолжал оставаться предметом внимания критиков и журналистов. 21 августа 2015 года в музыкальном блоге Invisible Oranges вышла статья «Facelift — 25 лет. Почему Alice in Chains до сих пор актуальны». Крис Ровелла цитировал распространённое клише: «Если Soundgarden и Alice in Chains — это гранж, то тогда Nevermore, Queensryche и Джими Хендрикс — тем более». По его мнению, Alice in Chains были мрачной, тяжёлой и по-настоящему эмоциональной группой, а Facelift представил редкое по тем временам сочетание ведущего вокала Стейли и дополняющего его Кантрелла. Ровелла назвал Facelift классическим альбомом, заложившим основы следующей пластинки, культовой Dirt. Отмечая 29-летие со дня выхода Facelift, Чад Чайлдерс (Loudwire) написал: «Если „We Die Young“ скромно стучалась в дверь успеха, то „Man in the Box“ вышибла эту дверь с петель». Помимо этих двух песен, он отметил бунтарскую «Bleed the Freak», блюзовую «Sea of Sorrow», насыщенную риффами «It Ain’t Like That», эмоциональную «Sunshine», а также мрачную и капризную «Love, Hate, Love», причислив их к лучшим композициям группы.
В сентябре 2019 года Facelift попал в категорию «Альбом недели» на сайте Louder Sound и получил оценку 8/10: «Эти жёсткие риффы и запоминающиеся гармонии неоднократно пытались скопировать, но так и не смогли улучшить. Альбом уловил дух меняющейся эпохи и проложил дорогу для Nevermind, Ten и Badmotorfinger, появившихся в чартах вслед за дебютом Alice in Chains».

## Историческое значение
Facelift оказал влияние на только начинавшую формироваться гранжевую сцену, а также оставил свой след в истории мейнстримной рок-музыки. Критики и журналисты в равной степени относят альбом и к гранжу, и к металу, отмечая вклад группы в обоих направлениях. По словам Келси Чепстика из журнала Revolver, «Facelift представляет собой классический гранжевый и металлический альбом, оставшийся в нашей памяти в качестве искры, которая зажгла карьеру одного из лучших исполнителей тяжелой музыки в мире».

### Место в дискографии группы
Facelift нельзя назвать наиболее знаковым альбомом в творчестве Alice in Chains; к таковым чаще всего относят вышедший двумя годами позднее Dirt. Тем не менее дебютная пластинка позволила группе громко заявить о себе и послужила основой для дальнейших успехов. По словам Стивена Хилла из Louder Sound, «Dirt по праву является шедевром, но Facelift не менее важен; без него девяностые могли быть совсем другими». Дэйв Джерден, работавший над первыми двумя альбомами Alice in Chains, считал, что именно на Facelift группа нашла свой стиль. «„Man in the Box“ стал первой песней, познакомившей мир со звучанием гранжа; это не простая удача, это было предначертано» — отметил продюсер. В 2013 году он признался, что любит Facelift даже больше, чем Dirt. По его словам, в первом альбоме чувствуется чистая энергия, присущая группе в тот момент.
Грег Прато из Consequence of Sound отметил, что с музыкальной точки зрения от Facelift к Dirt Alice in Chains совершили настолько же большой прогресс, что и Nirvana в промежутке между Bleach и Nevermind. Эндрю Гилстрап (PopMatters) писал: «Даже если бы после Facelift группа угасла, то всё равно этого было бы достаточно, чтобы Alice in Chains выделялись на фоне прочей метал-сцены. Но Dirt показал, что они движутся вперёд со скоростью товарного поезда». Сравнивая Facelift с остальной дискографией, Билл Адамс (Ground Control) назвал его одним из наиболее «лёгких» альбомов группы, но отметил, что в 1990 году, даже находясь в окружении Van Halen, Poison, Extreme и Slayer, Alice in Chains не пытались вписаться в тусовку, а искали собственный путь к успеху.

### Предвестник гранжа
Хотя Alice in Chains и считается одной из групп «большой четвёрки» гранжа, дебютный альбом Facelift имел лишь опосредованное отношение к стилю, захватившему господство в начале 90-х. В 1990 году андеграундная сцена Сиэтла развивалась в первую очередь усилиями исполнителей, издававшихся на независимом лейбле Sub Pop. Alice in Chains же сразу подписали контракт с крупным лейблом, не ассоциировались с инди-движением и к гранжу относились скорее по географическому признаку. Тем не менее на Facelift присутствовали характерные черты этого подстиля альтернативного рока: творчество было пронизано темами депрессии и отчуждения, а музыканты проявляли склонность к наркотикам, в особенности — к героину. Выход пластинки оказал большое влияние на сцену Сиэтла и на формирование эстетики «гранж-музыки». Майк Макпадден из VH1 назвал релиз Facelift знаковым событием, ознаменовавшим появление гранжа и открывшим дорогу другим гаражным группам. Хотя многие приписывают «Нирване» лавры коллектива, сумевшего сделать гранж популярным, на деле именно Facelift первым оказался на высоких местах в чартах мейнстримного рока. Журнал Kerrang отметил: «Alice in Chains подтолкнули сиэтлскую сцену к выходу из подполья ещё за год до того, как Nevermind „Нирваны“ зажёг факел гранжемании. Раз уж MTV сходили с ума по синглу „Man in the Box“, весь рок-мир был вынужден сидеть и слушать».
Джозеф Худак (Rolling Stone) поместил Facelift на 14-е место в списке «50 величайших гранжевых альбомов», подчеркнув, что пластинка вышла за год до релиза Nevermind «Нирваны», привлёкшего внимание слушателей всего мира. Обозреватель назвал Facelift «первой волной грядущего сиэтлского тайфуна», первой гранжевой пластинкой, удостоившейся «золотого» статуса. Дэйв Лифтон (Diffuser.fm) поставил Facelift на 20-е место в списке «25 наиболее влиятельных гранжевых альбомов», отметив, что Alice in Chains стали второй после Soundgarden группой из Сиэтла с «грязным» металлическим звучанием, заключившей контракт с крупным лейблом. Гитарист Soundgarden Ким Тайил причислил Facelift к любимым гранжевым пластинкам, признавшись, что мечтал написать такую песню, как «It Ain’t Like That».

### Вклад в хард-рок и метал
«Саунд Сиэтла» развивался из нескольких различных стилей, и Facelift внёс в него свою хеви-металическую лепту. Альбом способствовал признанию гранжа среди заядлых металистов, относившихся к сиэтлской сцене со скепсисом. Во время тура Clash of the Titans музыканты выступали перед равнодушными или даже враждебными слушателями на разогреве у Slayer, Megadeth и Anthrax, но сумели добиться уважения у фанатов и участников «большой четвёрки трэш-метала». Alice in Chains не удалось добиться поп-привлекательности «Нирваны», но металлическая сцена признала их за своих. С другой стороны, по мнению Эндрю Гилстрапа из PopMatters, хотя группа и выиграла от взрыва популярности гранжа, но благодаря своему дебютному альбому она бы добилась успеха в любом случае.
Журнал Kerrang отметил Facelift в специальном выпуске «666 альбомов, обязательных к прослушиванию перед смертью», вышедшем в 2002 году. Канадский музыкальный критик Мартин Попофф поставил пластинку на 176-е место в своей книге «500 главных метал-альбомов всех времён и народов», отметив, что «едва проходит десять секунд с начала звучания, а Alice in Chains принимают полдюжины металлических решений, более новых, тяжёлых, опасных и в конечном счёте более впечатляющих, чем вся эта счастливая гелиевая истерика, которую гранж собирался убить через несколько лет». Оззи Озборн также назвал Facelift одним из своих любимых металлических альбомов.
В отличие от многих групп, годами шедших к коммерческому успеху, Alice in Chains сумели добиться популярности с первой же записью. Музыкальный сайт Loudwire включил Facelift в список лучших дебютных хард-рок альбомов в 2013 и 2015 годах. Схожие результаты дал опрос, проведённый на сайте Ultimate Guitar в 2013 году: Facelift занял шестое место в списке успешных дебютных рок-альбомов по версии читателей.
Среди песен наибольшее внимание критиков привлекла «Man in the Box». В 2006 году канал VH1 поставил песню на 19-е место в списке «40 величайших метал-композиций». В 2008 году журнал Guitar World опубликовал список «100 величайших гитарных соло», где соло Джерри Кантрелла из «Man in the Box» оказалось на 77-м месте. Вторили критикам и зрители: в результате опроса, прошедшего в 2007 году на сайте канала VH1, главный хит Alice in Chains занял 50-е место в списке лучших песен девяностых.

## Справочные данные

### Список композиций
| №   | Название                     | Текст песни      | Музыка                 | Перевод                     | Длительность |
| --- | ---------------------------- | ---------------- | ---------------------- | --------------------------- | ------------ |
| 1.  | «We Die Young»               | Кантрелл         | Кантрелл               | «Мы умрём молодыми»         | 2:31         |
| 2.  | «Man in the Box»             | Стейли           | Кантрелл               | «Человек в коробке»         | 4:44         |
| 3.  | «Sea of Sorrow»              | Кантрелл         | Кантрелл               | «Море скорби»               | 5:48         |
| 4.  | «Bleed the Freak»            | Кантрелл         | Кантрелл               | «Пусти кровь уроду»         | 4:01         |
| 5.  | «I Can’t Remember»           | Стейли, Кантрелл | Кантрелл               | «Я не могу вспомнить»       | 3:41         |
| 6.  | «Love, Hate, Love»           | Стейли           | Кантрелл               | «Любовь, ненависть, любовь» | 6:26         |
| 7.  | «It Ain’t Like That»         | Кантрелл         | Кантрелл, Старр, Кинни | «Это не так»                | 4:36         |
| 8.  | «Sunshine»                   | Кантрелл         | Кантрелл               | «Солнечный свет»            | 4:44         |
| 9.  | «Put You Down»               | Кантрелл         | Кантрелл               | «Унижу тебя»                | 3:15         |
| 10. | «Confusion»                  | Стейли           | Кантрелл, Старр        | «Замешательство»            | 5:43         |
| 11. | «I Know Somethin (Bout You)» | Кантрелл         | Кантрелл               | «Я кое-что знаю (о тебе)»   | 4:21         |
| 12. | «Real Thing»                 | Стейли           | Кантрелл               | «Настоящая вещь»            | 4:03         |

### Участники записи
| Alice in Chains - Лейн Стейли — вокал; - Джерри Кантрелл — гитара, бэк-вокал; - Майк Старр — бас-гитара, бэк-вокал в песне «Confusion»; - Шон Кинни — барабаны, перкуссия, бэк-вокал, пианино в песне «Sea of Sorrow» Приглашённые исполнители - Кевин Шусс — бэк-вокал. | Технический персонал - Ник Терцо — A&R; - Дэвид Коулмен — арт-директор, дизайнер; - Рон Шампань — инжиниринг; - Боб Лакивита — инжиниринг; - Лесли Энн Джоунз — инжиниринг; - Дэйв Джерден — инжиниринг, микс; - Эдди Шрейер — мастеринг; - Рокки Шенк — фотограф; - Келли Кёртис, Сьюзан Сильвер — менеджмент |

### Хит-парады и сертификации
| Чарт (1991-93)                     | Высшая позиция | Дата            |
| ---------------------------------- | -------------- | --------------- |
| США (Billboard 200)                | 42             | 7 июня 1991     |
| США (Billboard Top Catalog Albums) | 23             | 14 августа 1993 |

| Сингл          | Высшая позиция | Дата            |
| -------------- | -------------- | --------------- |
| Man in the Box | 18             | 7 июня 1991     |
| Sea of Sorrow  | 27             | 19 октября 1991 |

Сертификация альбома
| Регион | Сертификация  | Продажи    |
| --- | ------------- | ---------- |
| США (RIAA) | 2× Платиновый | 2 000 000^ |
| * Данные о продажах приведены только на основе сертификации. ^ Данные о тиражах приведены только на основе сертификации. |               |            |